# Cultura Cochise
La Cultura Cochise és una cultura paleoamericana desenvolupada a Arizona i Nou Mèxic, vora el llac Cochise, avui dia un desert anomenat Playa Willcox. Datada entre el 7000 i 4000 aC. És una cultura de desert, contactant amb els de Clovis i Folsom, basada en la recol·lecció de plantes senglars i la cacera, amb algunes mostres d'agricultura incipient. Es dividia en tres períodes:
- Sulphur Springs (6000-4000 aC) caracteritzada per pedres tallades per a moldre llavor senglar i algunes rascletes, però no hi ha ganivets, talles o punxes de fletxa, encara que hi ha restes animals que indiquen que hi havia cacera.[2]
- Chiricahua (4000-500 aC) apareixen punxes de fletxa, cosa que indica augment de l'interès per la cacera i primitiva forma de moresc que indica els principis de la grangeria.[2]
- San Pedro (500 aC-100) les pedres laborades són substituïdes per morter i apareixen cases en clots fetes de pals i terra. Primera terrissa entre els mogollon-apatxe.[2]